# Eesti Päevaleht
För tidningen med samma namn som ges ut i Stockholm, se Eesti Päevaleht (Sverige).

Logotyp.

Eesti Päevaleht (EPL) (svenska: Estniska Dagbladet) är en av Estlands största dagstidningar.